# Ilse Geisler
Ilse Geisler coniugata Vorsprach (Kunersdorf, 10 gennaio 1941) è un'ex slittinista tedesca orientale, dopo la riunificazione della Germania (1990), acquisì la cittadinanza tedesca.

## Biografia
Iniziò a gareggiare nel 1955 a soli quattordici anni, e fu protagonista di un serio infortunio nel 1959 in Austria a Weißenbach bei Liezen che la tenne lontana dalle competizioni per tre anni.
Prese parte ad una edizione dei Giochi olimpici invernali, ad Innsbruck 1964, occasione in cui conquistò la medaglia d'argento nel singolo per la Squadra Unificata Tedesca.
Ai campionati mondiali ottenne due medaglie d'oro, a Krynica-Zdrój 1962 e ad Imst 1963, ed una di bronzo, a Davos 1965, nel singolo.
Ritiratasi dalle competizioni nel 1967, iniziò a lavorare come insegnante scolastica.

## Palmarès

### Olimpiadi
- 1 medaglia:
  - 1 argento (singolo ad Innsbruck 1964).

### Mondiali
- 3 medaglie:
  - 2 ori (singolo a Krynica-Zdrój 1962; singolo ad Imst 1963);
  - 1 bronzo (singolo a Davos 1965).